# Witte waterlelie
De witte waterlelie (Nymphaea alba) is een algemeen voorkomende waterplant met drijvende bladeren. De witte waterlelie groeit in stilstaand en zwak stromend water met een diepte van maximaal 1,5 m. Tegen watervervuiling is de plant redelijk goed bestand.
De bladeren zijn min of meer rond en drijven op het wateroppervlak. Ze hebben een hartvormige voet. De bladsteel is rond en heeft grote luchtkanalen die lucht naar de wortelstok geleiden.
Witte waterlelies hebben geurige, witte bloemen met een doorsnede van 10-20 cm die op het wateroppervlak drijven. De alleenstaande bloemen staan alleen op cilindrische bloemstelen. Er zijn twintig tot vijfentwintig puntige kroonbladeren en vier kelkbladeren. De zittende stempels vormen een oranjegele knop met acht tot vierentwintig stempelstralen.
De vrucht, die onder water rijpt, heeft meestal de vorm van een fles, maar is soms bolvormig. De zaden worden door het water verspreid.
De plant houdt van zon en bloeit meestal in de maanden juni tot augustus.

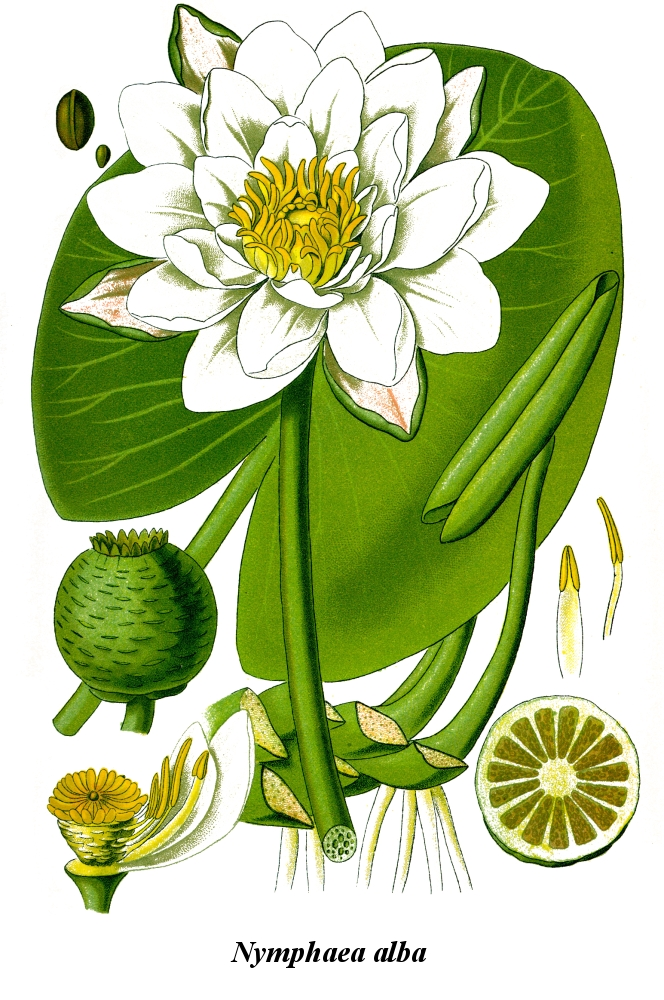
Witte waterlelie
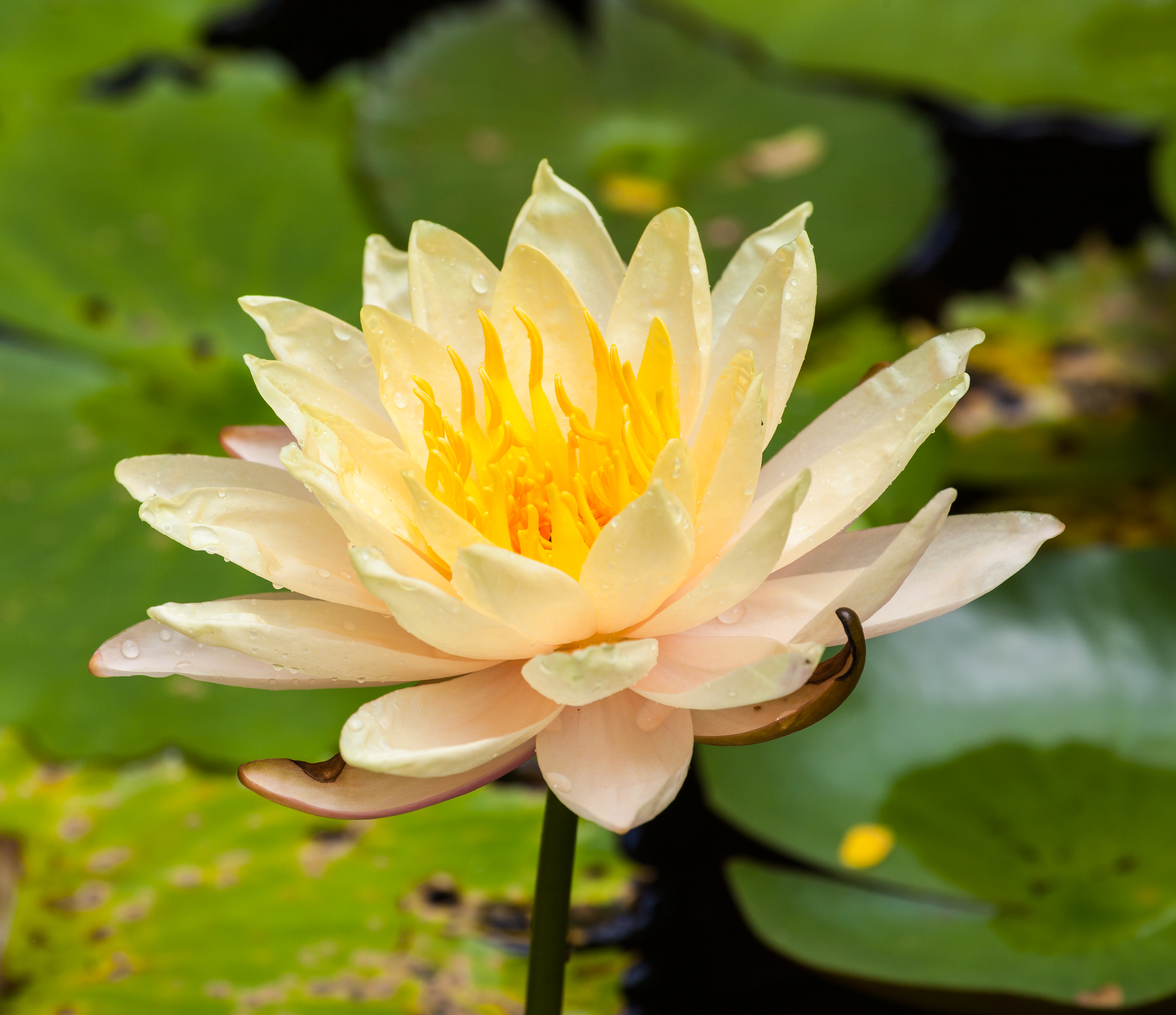
Witte waterlelie
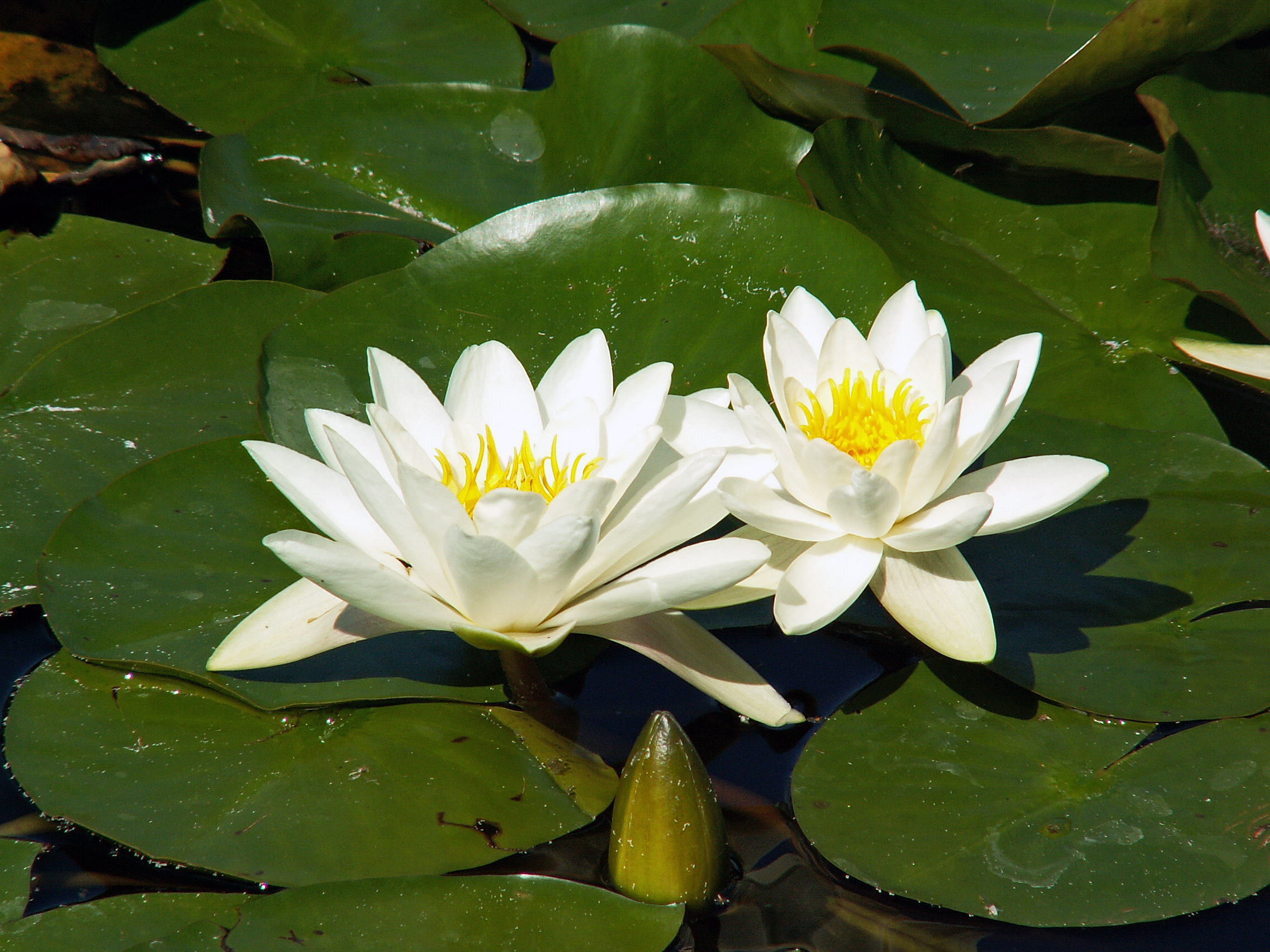
Witte waterlelie
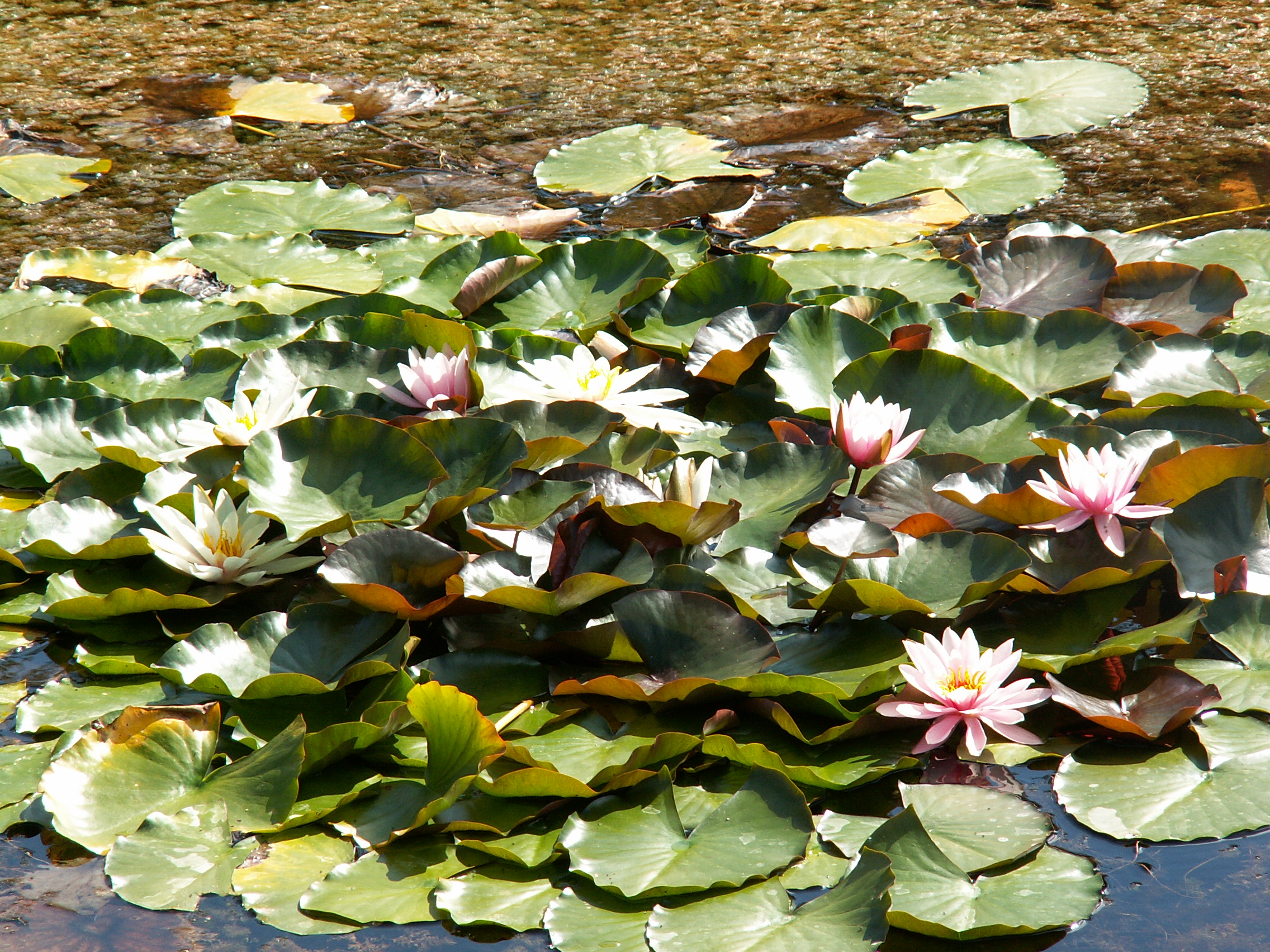
Roze variëteit
- Time-lapsevideo: bloei van een witte waterlelie